# El retorn dels bandolers
El retorn dels bandolers (títol original: Return of the Bad Men) és una pel·lícula de western estatunidenca de 1948 dirigida per Ray Enright i protagonitzada per Randolph Scott, Robert Ryan i Anne Jeffreys. És una seqüela de la pel·lícula de 1946 Badman's Territory, i va ser seguida per Best of the Badmen (1951). Escrita pel matrimoni de Jack Natteford i Luci Ward, la pel·lícula es va rodar al RKO Encino Ranch. Va ser la col·laboració final entre Enright i Scott i l'última pel·lícula de Jeffreys per a RKO. Està doblada al català.

## Argument
Durant la dècada de 1880 al territori indi (en el futur Oklahoma), un ramader accepta de mala gana ocupar el càrrec de sheriff federal per fer front a una violenta banda de proscrits que devasta el territori.

## Repartiment
- Randolph Scott com Vance
- Robert Ryan com Sundance Kid
- Anne Jeffreys com Cheyenne
- George 'Gabby' Hayes com John Pettit
- Jacqueline White com Madge Allen
- Steve Brodie com Cole Younger
- Tom Keene com Jim Younger
- Robert Bray com John Younger
- Lex Barker com Emmett Dalton
- Walter Reed com Bob Dalton
- Robert Armstrong com Bill Doolin
- Tom Tyler com Wild Bill Yeager
- Lew Harvey com Arkansas Kid
- Gary Gray com Johnny
- Walter Baldwin com Muley Wilson
- Minna Gombell com Emily
- Robert Clarke com Dave
- Jason Robards Sr. com Jutge Harper
- Kenneth MacDonald com Coronel Markham
- John Hamilton com Doc Greene
- Lane Chandler com Posse